# فرودگاه شهری چیلدرس
فرودگاه شهری چیلدرس (به انگلیسی: Childress Municipal Airport) یک فرودگاه همگانی با کد یاتا CDS است که یک باند فرود آسفالت دارد و طول باند آن ۱۸۱۳ متر است. این فرودگاه در کشور ایالات متحده آمریکا قرار دارد .